# Golden Slumbers
Golden Slumbers (englisch für „Goldener Schlummer“ [im Sinne von „Schlaf“]) ist ein Lied der britischen Band The Beatles, das 1969 auf ihrem elften Studioalbum Abbey Road veröffentlicht wurde. Komponiert wurde es von Paul McCartney und unter der üblichen Autorenangabe Lennon/McCartney veröffentlicht.

## Hintergrund
Golden Slumbers basiert hauptsächlich auf den musikalischen Ideen von Paul McCartney.
Golden Slumbers wurde im Januar 1969 während der Get Back / Let It Be-Session mehrmals geprobt, aber es wurde nicht für den Film Let It Be verwendet.
Der zweistrophige Text von Golden Slumbers beruht auf einem alten viktorianischen Lied, das auf dem Gedicht Cradle Song aus dem Theaterstück Patient Grissel beruht, einem Wiegenlied des elisabethanischen Dramatikers Thomas Dekker. McCartney sah die Notenblätter mit dem Text für Cradle Song im Klavierhocker im Haus seines Vaters in Liverpool, wo seine Stiefschwester Ruth Klavier spielte. Da McCartney keine Noten lesen konnte, ersann er eine eigene Melodie zum Text des Notenhefts, von dem er große Teile für Golden Slumbers verwendete.
John Lennon sagte 1980 dazu: „Das ist Paul, anscheinend aus einem Gedicht, das er in einem Buch gefunden hat, einem Buch aus dem 18. Jahrhundert, in dem er nur die Worte hier und da geändert hat.“
Am 19. September 1969 veröffentlichte die Gruppe Trash auf Apple Records die Single Golden Slumbers / Carry That Weight, sechs Tage vor der Veröffentlichung des Albums Abbey Road.

## Aufnahme
Zwischen dem 6. Mai und dem 1. Juli 1969 stellten die Beatles vorübergehend die Arbeiten an ihrem neuen Album Abbey Road ein. John Lennon und Yoko Ono erlitten im Juni 1969 in Schottland einen Verkehrsunfall, sodass sie erst am 9. Juli in die Abbey Road Studios in London zurückkehrten. Während Yoko Ono, die schwerer als Lennon verletzt war, die Aufnahmen von einem Bett im Studio aus verfolgte, hielt sich John Lennon aufgrund seines Gesundheitszustandes bis zum 21. Juli musikalisch zurück, sodass Maxwell’s Silver Hammer sowie Golden Slumbers / Carry That Weight und Here Comes the Sun ohne ihn aufgenommen wurden.
Golden Slumbers wurde am 2. Juli 1969 im Studio 2 der Abbey Road Studios mit dem Produzenten George Martin aufgenommen. Phil McDonald war der Toningenieur der Aufnahmen. Die Beatles nahmen ohne John Lennon, in einer über sechsstündigen Aufnahmesession zwischen 15 und 21:30 Uhr insgesamt 15 Takes auf. McCartney nahm, bevor George Harrison und Ringo Starr eintrafen, das Lied Her Majesty alleine auf. Der Arbeitstitel der Lieder Golden Slumbers / Carry That Weight war lediglich Golden Slumbers. Golden Slumbers wurde als Einheit mit dem Titel Carry That Weight eingespielt.
Am 3. Juli wurden die Takes 13 und 15 zusammengefügt. Am 4., 30. und 31. Juli wurden Overdubs und der Gesang aufgenommen.
Am 15. August wurde neben Golden Slumbers noch die Orchestrierung für die Lieder Something, Here Comes the Sun und The End eingespielt.
Am 18. August erfolgte die Stereoabmischung von Golden Slumbers.
Besetzung:
- Paul McCartney: Rhythmusgitarre, Klavier, Gesang
- George Harrison: Bass, Leadgitarre
- Ringo Starr: Schlagzeug
- nicht aufgeführte Musiker: Geige: 12, Bratsche: 4, Cello: 4, Kontrabass: 1, Waldhorn: 4, Trompete: 3, Posaune: 2

## Veröffentlichungen
- Am 26. September 1969 erschien in Deutschland das 15. Beatles-Album Abbey Road, auf dem Golden Slumbers enthalten ist. In Großbritannien wurde das Album ebenfalls am 26. September veröffentlicht, dort war es das zwölfte Beatles-Album. In den USA erschien das Album fünf Tage später, am 1. Oktober, dort war es das 18. Album der Beatles.
- Am 5. November 1990 veröffentlichte Paul McCartney das Livealbum Tripping the Live Fantastic, auf dem sich das Medley Golden Slumbers / Carry That Weight / The End befindet.
- Am 27. September 2019 erschien die 50-jährige Jubiläumsausgabe des Albums Abbey Road (Super Deluxe Box), auf dieser befindet sich eine bisher unveröffentlichte Version (Take 1–3) von Golden Slumbers / Carry That Weight sowie eine Instrumentalversion (Take 17 / Strings & Brass Only).

## Coverversionen
Folgend eine kleine Auswahl:
- Peter Frampton – Sgt. Pepper's Lonely Hearts Club Band (Soundtrack) [3]
- Bee Gees – All This And World War II [4]
- George Martin/Phil Collins – In My Life [5]
- Jennifer Hudson im Animationsfilm Sing [6]

## Auszeichnungen für Musikverkäufe
| Land/Region                  | Auszeichnungen für Musikverkäufe (Land/Region, Auszeichnung, Verkäufe) | Verkäufe |
| ---------------------------- | ---------------------------------------------------------------------- | -------- |
| Vereinigtes Königreich (BPI) | Silber                                                                 | 200.000  |
| Insgesamt                    | 1× Silber ·                                                            | 200.000  |